# Ebenaqua ritchiei
Ebenaqua ritchiei è un pesce osseo estinto, appartenente ai platisomoidi. Visse nel Permiano superiore (circa 254 - 252 milioni di anni fa) e i suoi resti fossili sono stati ritrovati in Australia.

## Descrizione
Questo pesce era di dimensioni medio-piccole, e solitamente non superava i 15 centimetri di lunghezza. Il corpo era fortemente appiattito lateralmente e a forma di diamante; la testa era alta e stretta, e dotata di un caratteristico muso affilato terminante in una bocca rivolta all'insù; gli occhi erano grandi. La pinna dorsale era dotata di una proiezione iniziale molto alta e stretta, per poi continuare nella parte posteriore del corpo con una struttura bassa e allungata. La pinna anale, opposta a quella dorsale, era praticamente identica. Davanti alle pinne anale e dorsale erano presenti scaglie robuste, affilate e appuntite. Le scaglie che ricoprivano il corpo erano lunghe e a forma di bastoncino. Le pinne pettorali e pelviche erano sostanzialmente vestigiali.

## Classificazione
Ebenaqua ritchiei venne descritto per la prima volta nel 1983, sulla base di fossili ritrovati in Australia, nella zona di Blackwater in Queensland (Australia). I fossili risalgono al Permiano superiore.
Ebenaqua fa parte dei platisomoidi, un gruppo di pesci ossei arcaici dal corpo appiattito lateralmente; in particolare, Ebenaqua era un antico rappresentante dei Bobasatraniidae, una famiglia di platisomoidi comprendente anche Ecrinesomus dixoni e Bobasatrania.

## Paleoecologia
Ebenaqua era senza dubbio un pesce che si muoveva in acque basse e calme. La struttura della bocca indica che si cibava probabilmente di piante acquatiche, almeno in parte. Uno studio funzionale della meccanica delle fauci suggerisce che la posizione avanzata dell'articolazione delle fauci, le ossa debolmente articolate fra loro e il suspensorium marcatamente dritto  erano adattamenti a un modo di nutrizione particolarmente specializzato, paragonabile a quello di alcuni alecostomi e neopterigi. Le pinne pettorali e pelviche vestigiali indicano che Ebenaqua manovrava nelle acque grazie alle pinne dorsali e anali, oltre che a quella caudale.